# 亨利松艾贡
拿督亨利松艾贡（1946年2月18日—），马来西亚政治人物，现砂拉越州老越国阵土保党国会议员 。2020年至2021年受委国民联盟乡村与区域发展部副部长。